# Bazilika sv. Sabine
Bazilika Svete Sabine na Aventinu (lat. Basilica Sanctae Sabinae) je naslovna manja bazilika i sjedište rimokatoličkog reda Dominikanaca u Rimu. Santa Sabina je smještena visoko na brdu Aventin, kraj Tibera, u blizini sjedišta Malteških vitezova.

## Povijest
Baziliku je sagradio svećenik Petar iz Ilirije, dalmatinski svećenik, između 422. i 432. godine u blizini Junoninog hrama na Aventinu u Rimu. Ona sadrži klasični pravokutni plan i stupove. Njeni ukrasi su izuzetno skromni, a zahvaljujući svjetlu iz prozora smatra se jednom od najotvorenijih crkvi u Rimu. Druge bazilike kao Bazilika sv. Marije Velike su često raskošno ukrašene. Zbog svoje jednostavnosti se Santa Sabina smatra prijelazom od rimskog foruma prema današnjim kršćanskim crkvama. 
U 9. stoljeću, zatvoreno je u fortifikacijsko područje. Unutrašnjost je u velikoj mjeri obnovio Domenico Fontana 1587. i Francesco Borromini 1643. Talijanski arhitekt i povjesničar umjetnosti Antonio Muñoz obnovio je izvorni srednjovjekovni izgled crkve. Zvonik je sagrađen u 10. stoljeću i obnovljen u baroknom razdoblju. Crkva je bila sjedište konklave 1287. godine
Sadašnji kardinalni svećenik bazilike je Jozef Tomko. Tradicionalno papa svake godine na Pepelnicu u ovoj bazilici predvodi misu.

## Vanjske poveznice
|  | Zajednički poslužitelj ima još gradiva o temi Bazilika sv. Sabine |

- Thayer's Gazetteer, with Mario Armellini's
- Le Chiese di Roma